# Chiles Valley AVA
Chiles Valley AVA (anerkannt seit 1999) ist ein Weinbaugebiet im US-Bundesstaat Kalifornien und ist Teil der überregionalen Napa Valley AVA. Chiles Valley ist in das Gebiet der Vaca Mountains im Nordosten des Napa Valley eingebettet. Durch die abgeschirmte Lage im Osten wird das Gebiet kaum von den kühlenden Winden des Pazifik mit dem ansonsten häufig auftretenden Nebel erreicht. Daher kann man das Klima des Chile Valley bereits als kontinental bezeichnen und die Tages- und Nachttemperaturen sind dort höher als in allen anderen Appellationen des Napa Valley.
Chiles Valley wurde nach Joseph Ballinger Chiles benannt, der Mitte des 19. Jahrhunderts das Landrecht von der mexikanischen Regierung erhielt.

## Weinbau
Die gängigsten Rebsorten des Chiles Valley sind Zinfandel, Cabernet Sauvignon, Chardonnay und Sauvignon Blanc.